# 环颈潜鸭
环颈潜鸭（學名：Aythya collaris）是北美洲的一種潛水鴨，屬於潛鴨屬，常見於淡水湖泊與池塘中。其種小名collaris來源自拉丁文的collum，意指脖子。

## 外形

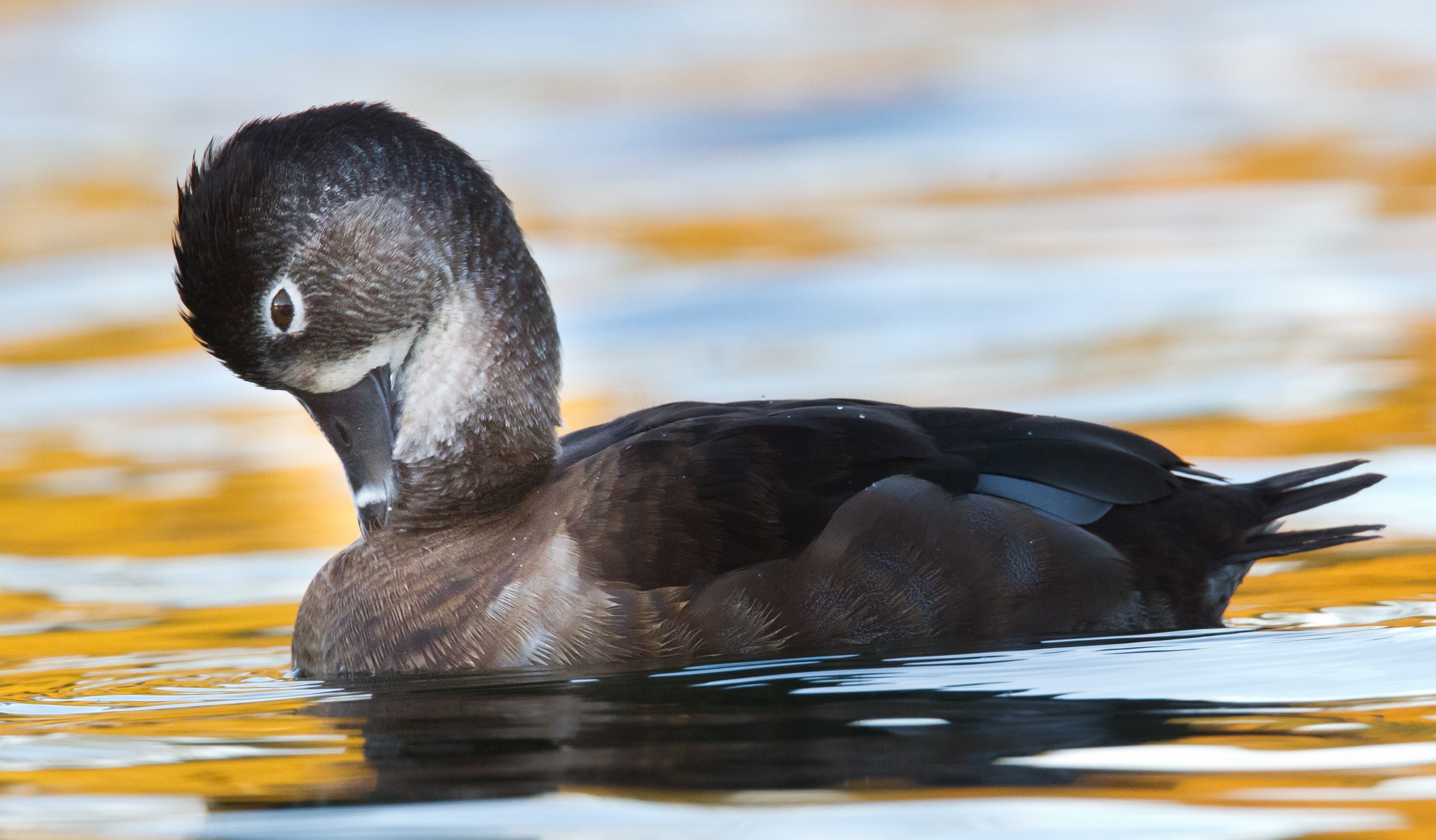
环颈潜鸭的雌鴨，攝於德州休士頓

环颈潜鸭是中小型的潛水鴨，得名自頸部一圈肉桂色的環紋，但通常不明顯，要趨近觀察才能看到。雄鴨與相似的物種鳳頭潛鴨外形相似，體型比雌鴨稍大，頭部、頸部與胸部均為黑色，腹部與脅部為白色至灰色，翅膀前方有一明顯的白色三角形斑紋，喙為灰色，其基部與接近尖端處各有一圈白色的環紋，尖端為黑色，眼則為黃色，雌鴨頭部為灰棕色，頭頂顏色較深，臉頰、下巴雨喉部為白色，喙上只有一圈白色環紋，且較雄鴨的為小，眼睛周圍有一圈白色環紋，另有一較細的白色條紋從眼睛延伸到頭的背部。

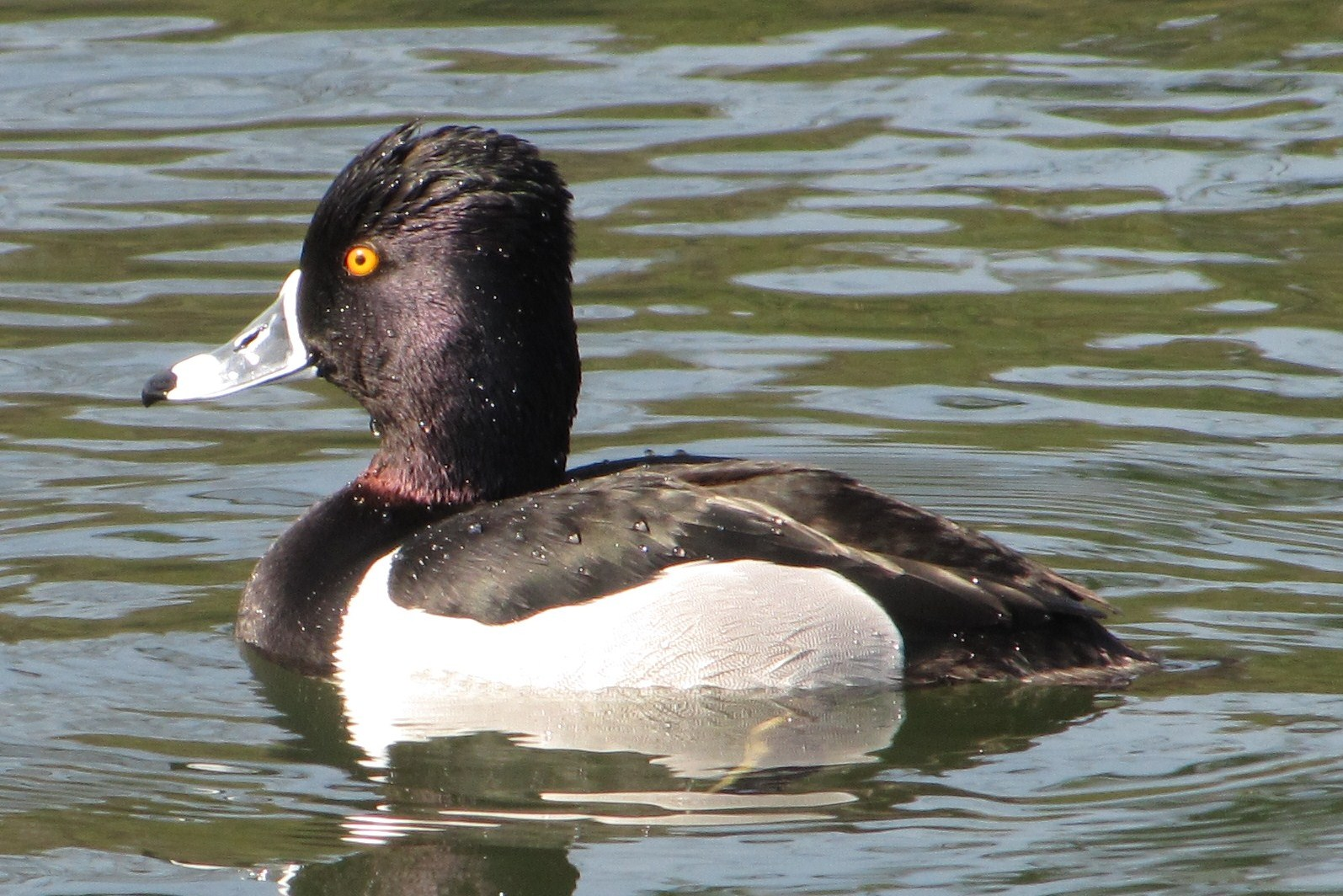
环颈潜鸭的雄鴨，可見頸部肉桂色的環紋

## 生殖與遷徙
环颈潜鸭在美國北方與加拿大北方針葉林繁茂的湖泊與池塘繁殖，冬季則會遷徙至美國南方與墨西哥的淡水水域，春季開始遷徙前环颈潜鸭的雌雄鴨會開始成對，繁殖結束後即分開。其巢為碗狀，位於水中挺水植物與其他雜草、樹木茂密的區域。雌鴨一窩可產8-10顆蛋，25-29天後孵化，只有雌鴨參與孵蛋與照護小鴨的工作。
环颈潜鸭的遷徙能力很強，有時會作為迷鳥出現在歐洲。2003年秋季蘇格蘭的利文湖便發現了五隻环颈潜鸭，2015年四月亦在英格蘭牛津郡發現了四隻。每年冬季至春季迷鳥還可能出現在中美洲，最遠曾在哥斯大黎加被發現。也有迷鳥出現在日本和中国的紀錄。

## 食性
环颈潜鸭為雜食性，可潛水覓食，亦可在水面附近尋找食物，幼鴨多以昆蟲、蚯蚓、水蛭與蝸牛等為食，漸長後植物在其食物中的比例增加，以金魚藻等沈水植物或菰等挺水植物為食。

## 外部連結
- Ring-necked Duck Species Account （页面存档备份，存于） – Cornell Lab of Ornithology
- 互聯網鳥類收藏上有关Ring-necked Duck的錄像、照片和音頻
- 图片